# Charro Negro

Cartel de la película El Charro Negro (1940), basada en la leyenda popular del Charro Negro.

El Charro Negro es una leyenda del folclor mexicano que, según la tradición popular, es un hombre alto, apuesto, elegante, de impecable traje negro compuesto por una chaqueta corta, una camisa, un pantalón ajustado y un sombrero de ala ancha. Deambula por las noches en las calles de México sobre el lomo de un caballo enorme y de color azabache.
Según la leyenda, proviene del estado de Jalisco, sin embargo, se ha dicho que ha habido apariciones en diferentes partes de México. Y está relacionado con el diablo, aunque múltiples escritos afirman que su aparición data de la conquista de México por fuentes indígenas y se trata de una entidad justiciera que castiga a los avariciosos. También es de inspiración cultural mexicana para la literatura internacional.
No se le debe confundir con el Sombrerón, leyenda del sur de México, y otros países, que aunque su vestimenta igual es negra, su sombrero es más similar a un cordobés. Y su aspecto de un «sereno» o a un trovador.

## Origen
Según algunos, la leyenda surge entre el sincretismo en el año 1920 entre creencias indígenas y europeas. El Charro Negro representa el lado oscuro del alma humana, una historia que advierte sobre la cegadora codicia. Este personaje fue transmutado en deidades oscuras por etnias como la wixárika. Dentro de las deidades huicholas, que se vinculan con una parte oscura son y también se mató con definidos como «vecinos» o «mestizos», el que más resalta dentro de estas deidades es el dios Tamatsi Teiwari Yuawi, que en español es llamado Nuestro Hermano Mayor el Mestizo Azul Oscuro. El resultado del encuentro de estas dos culturas, también une dos religiones; la mesoamericana (específicamente la Huichol) y de España, el resultado será una cultura popular Mestiza, que crea una figura del folclore mexicano, es decir el Charro Negro.
La convivencia entre la cultura indígena y la mestiza resultó en conflictos económicos, en donde se adueñaron de tierras para usarlas en beneficio propio, del comercio, etcétera. Según los registros sociológicos, el dios «Mestizo Azul», dentro de la cultura indígena, específicamente dentro de la cultura Huichola, representa el estereotipo del colonizador que llega a amenazar su cultura.
Desde una perspectiva mixteca, se cuenta que es el «patrón del lugar» habita en la cima del monte, cuidador de la comarca, este individuo no tiene aspectos indígenas, al contrario, nos habla de características de los colonizadores, es decir un hombre blanco, alto y montado a caballo. Los Mixtecos hablan de lo peligroso que puede ser encontrarlo, por eso se tiene la creencia de cargar ajo, para lograr ahuyentarlo. Castigaba a los que causan destrozos en los bosques, custodia los tesoros y castiga a quienes cometen avaricia. Tal es la importancia del "Señor del Cerro" que los indígenas pedían permiso con ofrendas para poder obtener el permiso de trabajar en sus tierras. Las ofrendas constaban de cigarro, mezcal y comida...
Se tiene registrada una anécdota, en la Sierra del Norte de Puebla, en donde los indígenas cesaron de trabajar en una carretera, ya que no se había solicitado el permiso del «señor del cerro».
San Martín de Caballero, es conocido en las ciudades como un santo al cuál se le pide dinero con la frase «San Martín de Caballero, dame tantito dinero» mientras se le ofrece alfalfa a su caballo. Mientras que en la cultura Mazatecos se convierte en un ser nocturno, en donde explican que no se trata de un santo. Se le conoce como el dueño de las tierras y de los montes. Sus características son de colonizadores, es de tez blanca y saluda en castellano. Algunas noches baja para visitar a sus animales y vigilar los tesoros enterrados. Los que desean obtener dinero de este ser, deben de ir en estado de indulgencia (abstinencia sexual) y llegan ofreciendo cacao o un guajolote. San Martín de Caballero, les da instrucciones, en las que se incluye, llevarse su caballo de la cola hasta la casa del solicitante y no decir nada en 4 años, si esta promesa se llega a romper entonces queda condenada el alma del solicitante, muere al instante y San Martín de Caballero toma su cuerpo y alma para llevarlos a trabajar con él.
Prácticamente en todas las sociedades se ha concebido el concepto de «lo oscuro», que incluso se presenta como un elemento esencial para que exista el equilibrio. Y ello, lo oscuro, es una especie de tentación constante, vinculada con las pasiones humanas, las cuales podrían hacer que el hombre pierda la razón, y como consecuencia, se pierda a sí mismo o a su parte luminosa.
En la cosmovisión mexica tenemos la inmemorable batalla cósmica entre día y noche, entre luz y oscuridad simbolizada por Tezcatlipoca, uno de los cuatro hijos de Ometéotl, señor de la noche; y Quetzalcóatl (también llamado el Tezcatlipoca blanco).
Con la llegada del cristianismo a México, la dualidad también se propulsó con la figura de Dios y Lucifer, y en esta bifurcación cultural surgieron mitos y leyendas sobre la tentación perenne que es capaz de hacer perecer el alma.

## En la cultura popular
No existe mucho sobre inspiraciones sobre este ente maligno. No obstante, ha aparecido en la literatura dentro del cuento Macario, del cual se utilizó e inspiró para crear película con el mismo nombre.
En 2018, se estrenó  la película animada La leyenda del Charro Negro, creado por Anima estudios, basado en la leyenda, donde figura como antagonista principal de la película, como de la franquicia en general.
En el sexto episodio del programa Drag Race México, la participante Argennis hace referencia al Charro Negro con su vestido en la pasarela.
Roberto Romero, un luchador de artes marciales mixtas mexicano, lleva el apodo de «Charro Negro».
En la serie animada de El Chapulín Colorado hay un capítulo dedicado a este llamado El Tesoro del Charro Negro.
En el capítulo La VVV de la serie mexicana de Cartoon Network Villanos se revela que Black Hat es el Charro Negro.